# Metilfenobarbital
Il metilfenobarbital (conosciuto anche con i nomi di mefobarbital o mefobarbitone) è un farmaco barbiturico utilizzato in ambito clinico principalmente come anticonvulsivante, ma dotato anche di proprietà sedative ed ansiolitiche. È l'analogo N-metilato del fenobarbital ed ha caratteristiche, indicazioni e tollerabilità simile.

## Farmacocinetica
Dopo somministrazione orale il metilfenobarbital è assorbito in modo incompleto (non più del 50%) dal tratto gastrointestinale. Nel fegato il farmaco viene trasformato subendo demetilazione, con formazione del metabolita attivo fenobarbital, e idrossilazione in para al sostituente fenilico in posizione 5. In seguito a singole dosi orali di 800 mg di metilfenobarbital si sono ritrovati picchi di concentrazione plasmatica di 3 µg/ml in 3-6 ore, mentre nel giro di 4-6 giorni si sono ottenuti picchi di fenobarbital pari a 2-3 µg/ml. Dopo somministrazioni giornaliere di 60–600 mg di farmaco le concentrazioni plasmatiche raggiunte allo steady-state sono state pari a 0,2-1,7 µg/ml per il metilfenobarbital, e di 4-32 µg/ml per il fenobarbital.
L'emivita plasmatica del metilfenobarbital è di circa 50-60 ore. Il volume di distribuzione del farmaco è di 2-3 l/kg e il legame con le proteine plasmatiche è compreso tra il 40 ed il 60%. Il metilfenobarbital viene eliminato nelle urine. Studi clinici hanno dimostrato che, dopo 10 giorni di terapia, meno del 2% di una dose orale viene escreta nelle urine come farmaco immodificato. Circa il 30-35% viene invece eliminato come p-idrossimetilfenobarbital, sia libero che coniugato, e fino al 10% come fenobarbital.

La velocità di escrezione del fenobarbital immodificato è aumentata dalla alcalinizzazione delle urine e/o dall'incremento del flusso urinario. Nelle urine, sia pure in quantità più ridotte, è possibile ritrovare anche p-idrossifenobarbital, acido 5-etil-5-(4-idrossi-3-metossifenil) barbiturico e acido 5-etil-5-(4-idrossi-3-metossifenil)-1-metilbarbiturico.

## Tossicità
La dose minima letale per l'uomo è considerata di 2 g.

## Usi clinici
Il metilfenobarbital è indicato nel trattamento profilattico delle crisi generalizzate primarie di tipo tonico-clonica (nota come grande male) e di tipo assenza tipica (piccolo male), compresi gli equivalenti psicomotori. Il farmaco è usato in particolare come sostitutivo in quei soggetti in cui il fenobarbital deve essere sospeso a causa dell'eccessiva sedazione. Tuttavia si deve osservare che non esistono prove scientifiche inoppugnabili che il metilfenobarbital produca un minor grado di sedazione.

I clinici preferiscono utilizzare il metilfenobarbital anche in quei pazienti nei quali il fenobarbital induce ipereccitabilità, irritabilità, o disturbi dell'umore.

Come il fenobarbital, il metilfenobarbital viene spesso somministrato in associazione a fenitoina o ad altri anticonvulsivanti.

## Effetti collaterali ed avversi
Il metilfenobarbital può determinare assuefazione.
In pazienti in trattamento con metilfenobarbital possono verificarsi casi di ideazione e comportamento suicidari. Per tale motivo i pazienti dovrebbero essere attentamente monitorati per scongiurare una simile evenienza.

Gli effetti collaterali più frequenti sono comunque rappresentati dalla sedazione e dalla tendenza all'assopimento. Altri effetti comuni a carico del sistema nervoso centrale sono le vertigini, il nistagmo e l'atassia.

## Controindicazioni
Il farmaco è controindicato nei soggetti con ipersensibilità al principio attivo.
È inoltre controindicato nei pazienti affetti da porfiria, insufficienza epatica, insufficienza renale ed insufficienza respiratoria.

## Dosi terapeutiche
Il metilfenobarbital viene somministrato per via orale alle dosi di 200–400 mg/die, in assunzione unica o frazionata. Quando risulti necessario la dose può essere aumentata fino a 600 mg/die.

Il farmaco va sostituito gradualmente, nel giro di 6-7 giorni, agli altri antiepilettici. La terapia dovrebbe comunque sempre iniziare con una dose bassa che va aumentata giornalmente in modo graduale, per un periodo di 4-5 giorni, fino a raggiungimento della dose ottimale. La dose ottimale deve essere determinata individuo per individuo, in modo da raggiungere il massimo effetto terapeutico con il minimo degli effetti secondari.

Nei bambini di età inferiore a 5 anni il dosaggio usuale è di 16–32 mg 3-4 volte al giorno. Nei bambini di età superiore ai 5 anni è di 32–64 mg 3-4 volte al giorno. Secondo alcuni specialisti sarebbero consigliabili dosaggi iniziali di 6–8 mg/kg/die somministrati prima del riposo notturno. Quando il metilfenobarbital viene somministrato in associazione al fenobarbital la dose usuale di entrambi i farmaci dovrebbe essere dimezzata.

## Interazioni
Data la stretta correlazione chimica e farmacologica tra metilfenobarbital e fenobarbital, è probabile che il farmaco induca gli enzimi del sistema microsomiale epatico andando così ad alterare il metabolismo di numerosi altri farmaci.